# 韋卡爾河

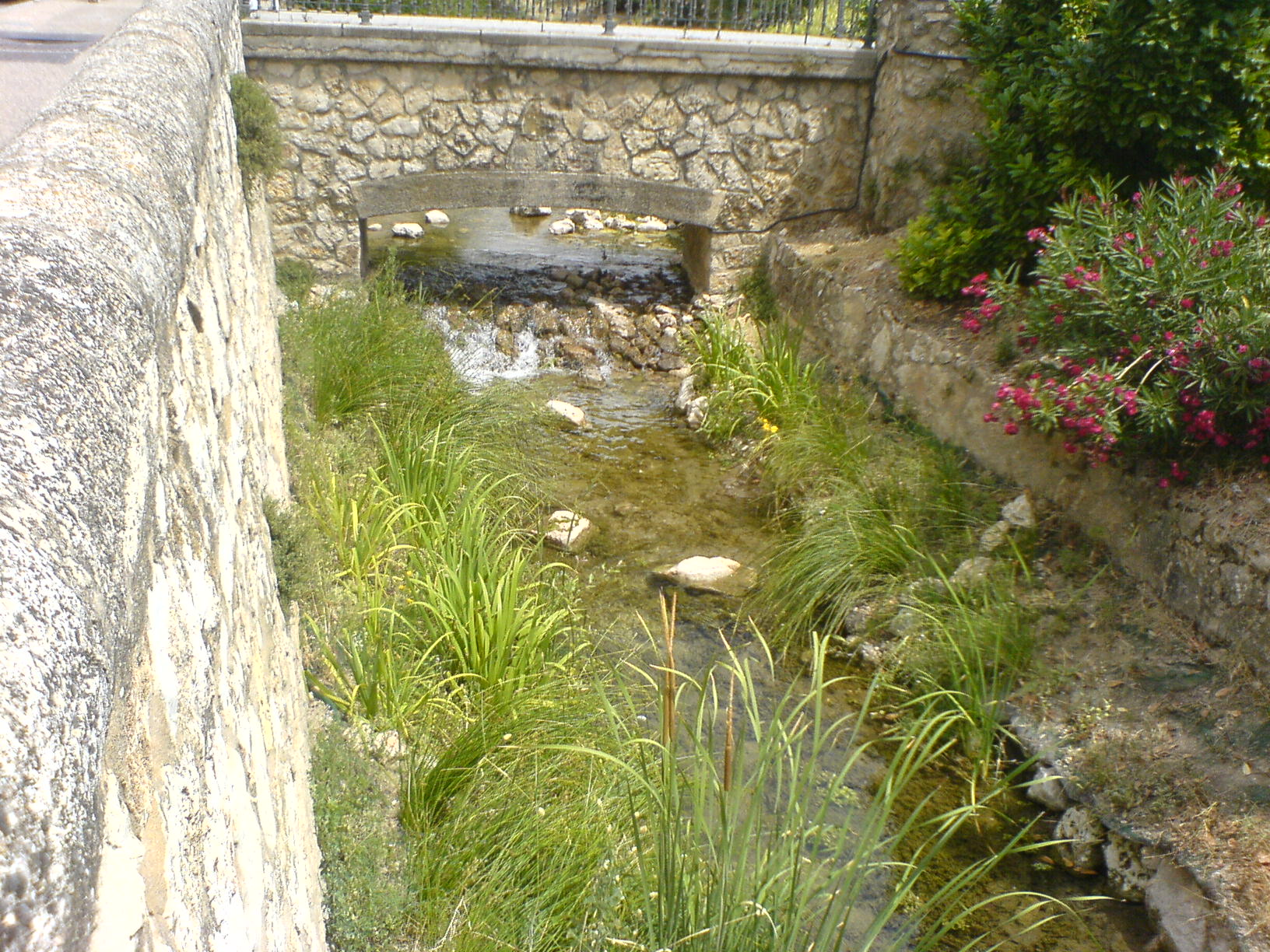
韋卡爾河

韋卡爾河（西班牙語：Río Huécar）是西班牙的河流，位於該國東部，流經昆卡省，河道全長15公里，最終注入胡卡爾河，河畔城鎮有昆卡、布埃納切德拉謝拉和帕洛梅拉。